# Republica Sovietică Socialistă Gruzină
Republica Sovietică Socialistă Gruzină (în georgiană საქართველოს საბჭოთა სოციალისტური რესპუბლიკა, transliterat: Sak'art'velos Sabčota Soc'ialisturi Respublika) a fost numele purtat de Georgia în perioada în care a făcut parte din Uniunea Sovietică. În limba rusă, republica se numea Грузинская ССР (Gruzinskaia SSR).
A fost constituită ca Republică Sovietică Socialistă pe 25 februarie 1921. Din 12 martie 1922, până pe 5 decembrie 1936, a fost parte RSFS Transcaucaziană împreună cu RSS Armenească și RSS Azerbaidjană. În 1936, republica transcaucaziană a fost dizolvată. În ciuda originii georgiene a lui Iosif Vissarionovici Stalin, numeroși locuitori ai republicii au suferit la fel de mult ca și ceilalți cetățeni sovietici în timpul epurărilor staliniste. După moartea dictatorului din 1953, în timpul conducerii lui Nikita Hrușciov, procesul de descentralizare a dus la creșterea puterii locale a Partidului Comunist Gruzin. Totodată, a avut loc un proces de dezvoltare a pieței negre și de creștere a fenomenului corupției.
Pe 28 octombrie 1990 au avut loc alegeri parlamentare libere, iar pe 15 noiembrie țara a fost redenumită Republica Georgia. Georgia și-a proclamat independența pe 9 aprilie 1991, în timpul mandatului liderului naționalist Zviad Gamsahurdia. Independența nu a fost recunoscută de guvernul sovietic până în luna septembrie a aceluiași an.

## Vezi și

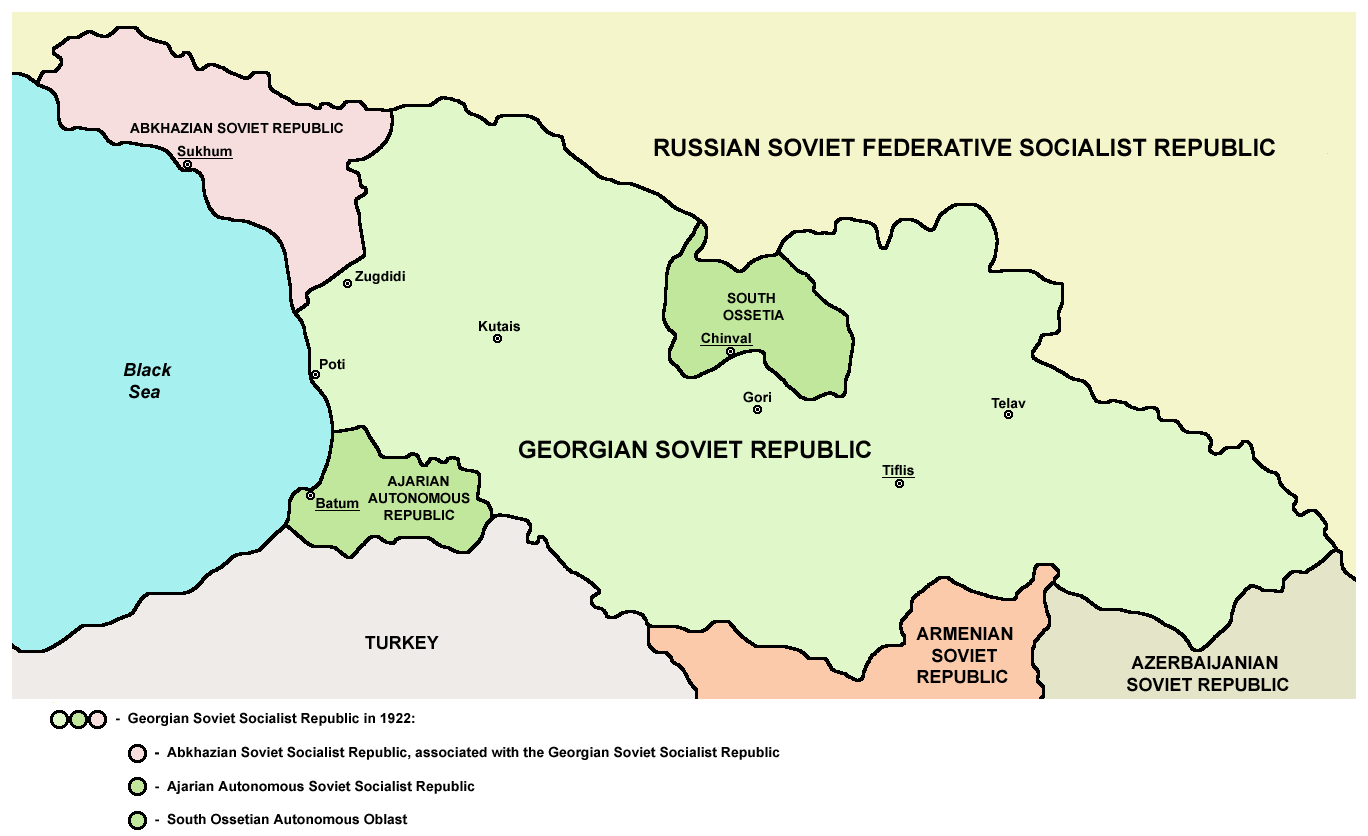
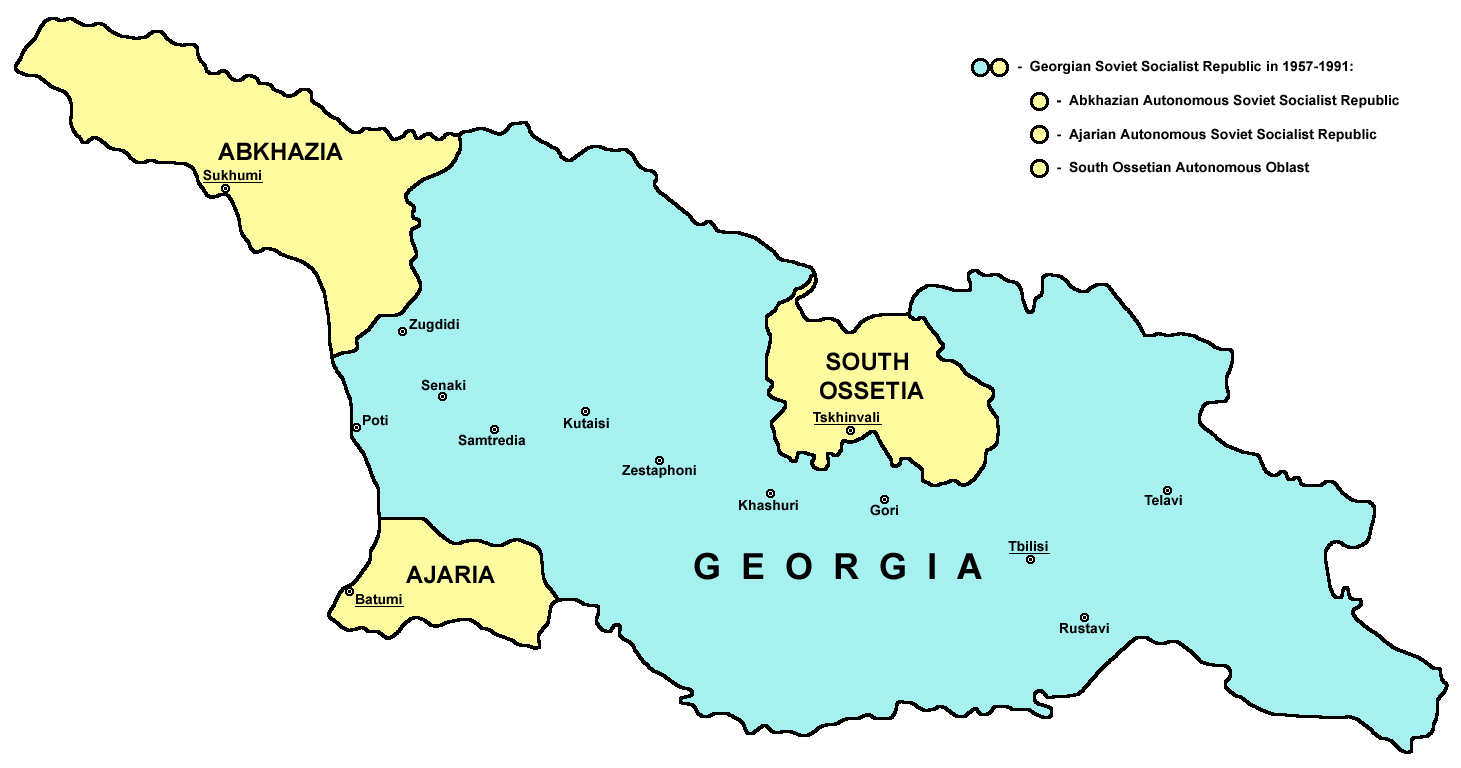